# Zalomes
Zalomes là một chi bướm ngày thuộc họ Bướm nâu.